# باشگاه فوتبال تیم نورتامبریا
باشگاه فوتبال تیم نورتامبریا (به انگلیسی: Team Northumbria Football Club) یک باشگاه فوتبال در شهر نیوکاسل، کشور انگلستان است که در سال ۱۹۹۹ میلادی تأسیس شده‌است.